# ザ・ブライト・ミシシッピ
『ザ・ブライト・ミシシッピ』(The Bright Mississippi)は、アメリカ合衆国のミュージシャン、アラン・トゥーサンが2009年に発表したスタジオ・アルバムで、ノンサッチ・レコード移籍第1弾アルバム。トゥーサンは主にR&Bの分野で活動してきたが、本作はCaptivating Recording Technologies（トゥーサンの息子レジナルド・トゥーサンが運営するレーベル）から発売された『Going Places』に続くジャズ・アルバムである。

## 解説
エルヴィス・コステロとの共演アルバム『ザ・リヴァー・イン・リヴァース』（2006年）のサウンド・プロデュースを手掛けたジョー・ヘンリーがプロデュースした。トゥーサンは過去に、ヘンリーがプロデュースしたコンピレーション・アルバム『I Believe to My Soul』（2005年）に4曲提供しており、また、ハリケーン・カトリーナの被災者支援のためのベネフィット・アルバム『Our New Orleans』（2005年）にはヘンリーがプロデュースした「Yes We Can Can」を提供した。
収録曲はニューオーリンズ・ジャズを中心としたジャズ・スタンダードで、「ロング、ロング・ジャーニー」以外は全曲ともインストゥルメンタル。
トゥーサンの母国アメリカでは、総合チャートのBillboard 200にはチャート・インしなかったが、ビルボードのジャズ・アルバム・チャートで4位、ヒートシーカーズ・アルバム・チャートで24位に達した。第52回グラミー賞では最優秀ジャズ・インストゥルメンタル・アルバム部門にノミネートされた。オランダのアルバム・チャートでは、2009年8月に2週トップ100入りして最高67位に達した。

## 収録曲
1. エジプシャン・ファンタジー "Egyptian Fantasy" (Sidney Bechet, John Reid) – 4:41
2. ディア・オールド・サウスランド "Dear Old Southland" (Raymond Bloch) – 6:19
3. セント・ジェイムス・インファーマリー "St. James Infirmary" (Traditional) – 3:52
4. シンギン・ザ・ブルース "Singin' the Blues" (Con Conrad, J. Russel Robinson) – 5:40
5. ワイニン・ボーイ・ブルース "Whinin' Boy Blues" (Ferdinand "Jelly Roll" Morton) – 6:42
6. ウエスト・エンド・ブルース "West End Blues" (Joe "King" Oliver, Clarence Williams) – 3:52
7. ブルー・ドラッグ "Blue Drag" (Django Reinhardt) – 4:22
8. ジャスト・ア・クローサー・ウォーク・ウィズ・ジー "Just a Closer Walk with Thee" (Traditional) – 5:11
9. ブライト・ミシシッピ "Bright Mississippi" (Thelonious Monk) – 5:08
10. デイ・ドリーム "Day Dream" (Duke Ellington, Billy Strayhorn) – 5:27
11. ロング、ロング・ジャーニー "Long, Long Journey" (Leonard Feather) – 4:51
12. ソリチュード "Solitude" (D. Ellington, Irving Mills, Eddie DeLange) – 5:31

### 日本盤ボーナス・トラック
1. ザッツ・マイ・ホーム "That's My Home" (Sid Robin) – 3:08
2. ジ・オールド・ラグド・クロス "The Old Rugged Cross" (George Bennard) – 3:40

## 参加ミュージシャン
- アラン・トゥーサン - ボーカル(#11)、ピアノ
- ドン・バイロン - クラリネット
- ニコラス・ペイトン - トランペット
- マーク・リボー - アコースティック・ギター
- デヴィッド・ピルチ - アップライト・ベース
- ジェイ・ベルローズ - ドラムス、パーカッション
- ブラッド・メルドー - ピアノ(#5)
- ジョシュア・レッドマン - テナー・サックス(#10)